# Sugar & Spice
A Sugar & Spice egy rövid életű magyar könnyűzenei együttes.
A TV2 kereskedelmi televízió Popsztárok című tehetségkutató műsorfolyam győztes tinizenekara, mely az erőteljes tv reklámok és promóciók ellenére rövid ideig működött. Tagjai: Ákos, Attila, Karin, Márta, Mesi, egyetlen albumuk jelent meg 2002-ben Sugar & Spice címmel. Az albumról három kislemez került kimásolásra: A Szíved börtönében a Segíts tisztán látni és a Nincsen más amit adhatnék.
Az együttes tagjai közül Bogáth Emese 2006-ban jelentkezett saját kislemezzel, melynek címe Kék hajnal. Két évvel később, 2008 Molnár Márta kiadta saját szólóalbumát, a Jó lenne elhinnit.
Nagy Ákos az In Diretta nevű saját zenekarával, 2008-ban több héten át szerepelt az Ez most más című kislemezzel a Jáksó Hot 40-ben. Kovács Karin jelenleg a Vegas showband tagja.

## Album
- 2002 – Sugar & Spice (Universal-Zebra)